# USS Trever (DD-339)
USS Trever (DD-339/DMS-16/AG-110) là một tàu khu trục lớp Clemson được Hải quân Hoa Kỳ chế tạo vào cuối Chiến tranh Thế giới thứ nhất. Nó là chiếc tàu chiến duy nhất của Hải quân Hoa Kỳ được đặt theo tên Thiếu tá Hải quân George A. Trever (1885-1918), người tử thương do một vụ nổ tàu ngầm lúc đang chạy thử máy. Được cải biến thành một tàu quét mìn cao tốc và xếp lại lớp với ký hiệu lườn DMS-16, Trever đã tiếp tục phục vụ trong suốt Chiến tranh Thế giới thứ hai cho đến khi xung đột kết thúc. Nó ngừng hoạt động năm 1945 và bị bán để tháo dỡ năm 1946.

## Thiết kế và chế tạo
Trever được đặt lườn vào ngày 12 tháng 8 năm 1919 tại Xưởng hải quân Mare Island ở Vallejo, California. Nó được hạ thủy vào ngày 15 tháng 9 năm 1920, được đỡ đầu bởi bà Bess McMillan Trever, vợ góa Thiếu tá Trever, và được đưa ra hoạt động vào ngày 3 tháng 8 năm 1922 dưới quyền chỉ huy của Hạm trưởng, Đại úy Hải quân H. E. Snow.

## Lịch sử hoạt động

### Giữa hai cuộc thế chiến
Sau khi hoàn tất chạy thử máy và hoạt động một thời gian ngắn, Trever được xuất khỏi biên chế vào tháng 1 năm 1923. Nó được gọi phục vụ trở lại vào ngày 2 tháng 6 năm 1930, hoạt động ngoài khơi San Diego, California cùng với Lực lượng Chiến trận. Nó được cải biến và xếp lại lớp như một tàu quét mìn cao tốc, và mang ký hiệu lườn mới DMS-16 vào ngày 19 tháng 11 năm 1940. Nó đặt căn cứ tại Trân Châu Cảng từ đầu năm 1941 trong thành phần Hạm đội Thái Bình Dương Hoa Kỳ.

### Thế Chiến II
Trever đã tích cực tham gia các chiến dịch hải quân suốt Thái Bình Dương trong Chiến tranh Thế giới thứ hai.

#### 1941
Sáng ngày 7 tháng 12 năm 1941, máy bay từ sáu tàu sân bay của Hải quân Đế quốc Nhật Bản đã bất ngờ tập kích các đơn vị hạm đội tại Trân Châu Cảng. Trever đang neo đậu tại West Loch cùng các tàu quét mìn chị em thuộc Đội quét mìn 4: Zane (DMS-14), Wasmuth (DMS-15) và Perry (DMS-17). Nó đối đầu với những kẻ tấn công bằng hỏa lực súng máy Browning M2.50-caliber, bắn rơi một máy bay đối phương và trợ giúp các tàu chị em vào việc bắn rơi một chiếc khác. Con tàu vội vã ra khơi dưới quyền chỉ huy của Hạm trưởng chiếc Henley (DD-391), vì nhiều sĩ quan chỉ huy đã không đến được tàu của họ trước khi lên đường. Hạm trưởng của Trever, Thiếu tá Hải quân D. M. Agnew, đi ra biển trên chiếc Wasmuth, chỉ có thể đến được tàu của mình chiều hôm đó. Con tàu trải qua thời gian còn lại của năm 1941 và đầu năm 1942 tiến hành các hoạt động quét mìn, hộ tống vận tải tại chỗ và tuần tra chống tàu ngầm.

#### 1942
Sau khi hộ tống một đoàn tàu vận tải đi từ Honolulu đến California, Trever được tái trang bị tại Xưởng hải quân Mare Island, khi các khẩu pháo 4 inch (102 mm) của nó được thay thế bằng các kiểu pháo phỏng không 3 inch (76 mm) và Oerlikon 20 mm. Nó sau đó tham gia Trận Guadalcanal, chiến dịch đổ bộ đầu tiên của Hoa Kỳ trong chiến tranh tại khu vực quần đảo Solomon nhằm mục đích bình định Guadalcanal. Nó thoạt tiên hộ tống các tàu vận chuyển, rồi tham gia bắn phá một khẩu đội pháo phòng thủ duyên hải Nhật Bản tại Gavutu, ghi được một phát trúng đích và tiêu diệt được khẩu đội đối phương. Sau đó nó dùng hỏa lực phòng không đánh đuổi những máy bay ném bom đối phương tấn công các tàu vận chuyển. Ngày hôm sau, nó bắn rơi bốn máy bay ném bom bốn động cơ Mitsubishi G4M "Betty".
Chiều tối hôm đó, 9 tháng 8, một lực lượng Nhật Bản tấn công bất ngờ vào hạm đội Đồng Minh, bao gồm các tàu chiến Hoa Kỳ và Australia, trong Trận chiến đảo Savo. Kết quả là một thất bai nặng nề cho phía Đồng Minh, với bốn tàu tuần dương hạng nặng bị đánh chìm cùng một chiếc khác bị hư hại nặng. Dù sao, đối phương cũng không tận dụng được ưu thế khi các tàu vận tải mong manh hỗ trợ cho cuộc đổ bộ rút lui được mà không bị thiệt hại. Do kết quả của trận chiến, các tàu chiến Đồng Minh phải rút lui, và các tàu vận chuyển được Trever hộ tống cũng quay trở lại New Caledonia.
Chiến dịch Guadalcanal sau đó được hỗ trợ bởi các tàu vận chuyển cao tốc, bao gồm chính Trever. Nhiệm vụ đầu tiên là một chuyến đi từ Espiritu Santo đến Guadalcanal, chất đầy binh lính tăng cường và tiếp liệu cho lực lượng Thủy quân Lục chiến đang bị dồn ép mạnh. Sau khi vội vã chất dỡ, nó rút lui về Nouméa, đến nơi vào ngày 22 tháng 9. Sau khi hộ tống một đoàn tàu vận tải cao tốc khác để tăng viện cho lực lượng chiến đấu tại khu vực Solomon, nó được bố trí để tìm kiếm những người sống sót trong Trận chiến mũi Esperance, diễn ra vào đêm 12 tháng 10. Trong cuộc tìm kiếm vào ban ngày, nó vớt được 34 người sống sót của đối phương, bao gồm ba sĩ quan. Một chiếc bè với tám người đã từ chối đầu hàng và kháng cự, khiến Trever không thể làm gì khác ngoài việc tiêu diệt họ. Nó sau đó đưa những tù binh chiến tranh sang chiếc tàu vận chuyển 'McCawley, rồi quay trở lại Espiritu Santo hộ tống các tàu vận chuyển quay trở về.
Sau khi hoàn tất một chuyến đi tiếp liệu khác vào ngày 25 tháng 10, Trever đang chờ đợi mệnh lệnh để bắn phá các vị trí quân Nhật dọc theo bờ biển Guadalcanal, Tuy nhiên, một bức điện chặn bắt được cung cấp thông tin cho Thiếu tá Agnew của Trever là ba tàu khu trục Nhật đang tiến đến gần, rõ ràng là nhằm bắn phá đường băng của sân bay Henderson. Hai lựa chọn mở ra cho Agnew, người đang chịu trách nhiệm đơn vị đặc nhiệm bao gồm Trever và Zane: Một là đi đến sông Maliala để gia nhập cùng Jamestown (PG-55) và McFarland (AVD-14) đang bị hư hại, cả hai đang được ngụy trang kỹ lưỡng; theo phương án này cả Zane và Trever đều không được ngụy trang có thể thu hút sự chú ý của đối phương đến khu vực này, và có nguy cơ là cả bốn chiếc tàu mong manh của Hoa Kỳ bị tiêu diệt. Vì vậy các con tàu đi theo phương án thay thế, rút chạy đến nơi an toàn.
Hai con tàu quét mìn cũ lên đường, tăng tốc càng nhanh càng tốt để rời khu vực. Khoảng 15 phút sau, bóng dáng các tàu khu trục Nhật Bản xuất hiện trên đường chân trời, đi hết tốc độ. Các con tàu Mỹ chỉ có thể đi tốc độ tối đa 29 hải lý trên giờ (33 mph; 54 km/h) trong khi các tàu Nhật đạt được 35 hải lý trên giờ (40 mph; 65 km/h), chúng nhanh chóng bắt kịp và nổ súng với dàn pháo chính 5,5 inch (140 mm), ở khoảng cách còn bên ngoài tầm bắn của vũ khí 3 inch (76 mm) phía Hoa Kỳ. Loạt đạn pháo đối phương vây quanh phía trước các tàu quét mìn, tung những cột nước cao hàng trăm mét, loạt đạn pháo tiếp theo cách phía sau đuôi tàu 300 thước Anh (300 m); Trever và Zane cơ động né tránh và bắn trả bằng hỏa lực 3-inch. Zane bị bắn trúng giữa tàu, làm thiệt mạng ba người. Agnew nhật định cơ hội sống sót lớn nhất cho các con tàu là tìm cách băng nhanh qua eo biển nông Niella nhiều đá ngầm. Khi các tàu Hoa Kỳ đổi hướng, đối phương cũng rút lui khỏi trận chiến, có thể do muốn hoàn thành nhiệm vụ chính được giao.

#### 1943
Sau khi tiếp tục thực hiện các chuyến đi tiếp liệu trong tháng 1 năm 1943, Trever quay trở về Australia để đại tu, đi đến Sydney vào ngày 27 tháng 1. Nó quay trở lại Espiritu Santo vào ngày 28 tháng 2 trước khi viếng thăm Wellington, New Zealand vào ngày 31 tháng 5. Quay trở lại nhiệm vụ hộ tống, nó đi kèm chiếc tàu đổ bộ LST-343 đi từ Lunga Roads đến quần đảo Russell vào ngày 20 tháng 6. Đêm hôm đó, một thủy phi cơ cánh kép "washing machine Charlie" bay đến và ném bom xuống hai con tàu, khiến họ phải báo động trực chiến và khai hỏa các khẩu súng máy 20 mm đánh trả.
Trever sau đó tham gia các hoạt động trong khuôn khổ Chiến dịch New Georgia. Vào ngày 29 tháng 6, Chuẩn đô đốc George H. Fort đặt cờ hiệu của mình trên Trever trong vai trò tư lệnh Đội đặc nhiệm 31.3. Đêm hôm đó, cùng với Schley (APD-14), McKean (APD-5) và bảy tàu đổ bộ LCI, rời Wernham Cove thuộc quần đảo Russell; và đến sáng ngày hôm sau, và các tàu vận chuyển bắt đầu thả các xuồng đổ bộ. Binh lính được cho đổ bộ lên vịnh Oliana khiến lực lượng phòng thủ Nhật Bản bị bất ngờ. Cuối ngày hôm đó, sau khi hoàn thành nhiệm vụ, đô đốc Ford rời tàu tại eo biển Renard, kết thúc vai trò soái hạm ngắn ngủi của Trever.
Vào ngày 5 tháng 7, lực lượng Hoa Kỳ tấn công lên vịnh Kula để chiếm khu vực neo đậu Rice, ngăn cản lực lượng tăng viện Nhật Bản có thể đến được Munda từ Villa. Trever đã vận chuyển binh lính, tham gia đội bắn phá và vận chuyển trong cuộc tấn công này. Vào ngày 5 tháng 8, nó tháp tùng tàu tuần dương hạng nhẹ Honolulu (CL-48), vốn bị mất mũi tàu do trúng một ngư lôi "Long-lance" Nhật Bản trong Trận Kolombangara, rồi hộ tống nó đi từ Espiritu Santo quay về Trân Châu Cảng. Vào ngày 19 tháng 8, nó lên đường hộ tống một đoàn tàu quay trở về vùng bờ Tây, đi đến San Francisco. Sau một tháng được đại tu tại Xưởng hải quân Mare Island, nó lên đường đi Trân Châu Cảng vào ngày 8 tháng 10, chỉ ghé lại đây một thời gian ngắn trước khi hướng đến Guadalcanal. Vào ngày 11 tháng 11, nó tham thành phần bảo vệ cho chiếc American Legion (AP-35) và hộ tống nó đi đến vịnh Nữ hoàng Augusta. Cuối tháng đó, nó tham gia cuộc đổ bộ lên mũi Torokina thuộc Bougainville.

#### 1944
Trever trải qua phần lớn năm 1944 tiếp theo làm nhiệm vụ hộ tống và kéo mục tiêu huấn luyện tại Trung tâm và Nam Thái Bình Dương. Vào tháng 10 năm 1944, nó tham gia lực lượng bảo vệ cho hai chiếc tàu tuần dương Houston (CL-81) và Canberra (CA-70) bị hư hại do trúng ngư lôi, hộ tống chúng đi đến Ulithi an toàn. Vào ngày 18 tháng 12, đang khi hộ tống một đoàn tàu đi về phía Tây Caroline, nó mắc phải một cơn bão với những cơn sóng cao như núi, tầm nhìn bằng không và sức gió lên đến 90 hải lý trên giờ (100 mph; 170 km/h). Lúc 16 giờ 30 phút, một người đang thực hiện sửa chữa khẩn cấp trên boong tàu bị nước cuốn xuống biển. Con tàu tiến hành tìm kiếm và sau hai giờ đã vớt được người bị mất tích vẫn còn sống sót. Sang ngày hôm sau, nó đi đến Guam chuyển người thủy thủ bị thương vào bệnh viện hải quân. Nó đi đến Eniwetok vào ngày 22 tháng 12, và lên đường hai ngày sau đó cùng với tàu vận tải lục quân Santa Isabel để đi Hawaii, đi đến Trân Châu Cảng vào ngày 31 tháng 12.

#### 1945
Trever đi đến San Diego và bắt đầu được đại tu từ ngày 9 tháng 1 năm 1945. Sau khi hoàn tất việc sửa chữa, nó đi đến Oahu vào ngày 25 tháng 3, và trong thời gian còn lại của chiến tranh, nó hoạt động ngoài khơi Trân Châu Cảng. Vào ngày 4 tháng 6, nó được xếp lại lớp như một tàu phụ trợ với ký hiệu lườn mới AG-110.

### Sau chiến tranh
Vào ngày 22 tháng 9 năm 1945, nó rời Trân Châu cảng lần sau cùng để đi San Diego. Sau khi được sửa chữa, nó tiếp tục băng qua kênh đào Panama để đi Norfolk, Virginia, đến nơi vào ngày 21 tháng 10 năm 1945. Trever được cho xuất biên chế vào ngày 23 tháng 11 năm 1945; tên nó được cho rút khỏi danh sách Đăng bạ Hải quân vào ngày 5 tháng 12 năm 1945, và nó bị bán để tháo dỡ vào ngày 12 tháng 11 năm 1946.

## Phần thưởng
Trever được tặng thưởng năm Ngôi sao Chiến trận cho thành tích phục vụ trong Thế Chiến II.